# Stoned Again! - A Bong Load Records Collection
Stoned Again! - A Bong Load Records Collection is een compilatiealbum van stonerrockbands onder het label Bong Load Records.

## Lijst van nummers
| Nr. | Band              | Nummer             | Duur |
| --- | ----------------- | ------------------ | ---- |
| 1   | L7                | Stick To The Plan  |      |
| 2   | Fireball Ministry | Guts               |      |
| 3   | Roller            | Southbound & Bound |      |
| 4   | Fatso Jetson      | Rail Job           |      |
| 5   | The Obsessed      | Inside Looking Out |      |
| 6   | Fu Manchu         | Ojo Rojo           |      |
| 7   | Crutch            | Low Rent           |      |
| 8   | Kyuss             | Shine!             |      |

## Bron
- Discogs